# Paul Laffitte (chimiste)
Ne doit pas être confondu avec Paul Laffitte (1839-1909) ou Paul Laffitte (1864-1949).
Paul Frédéric Laffitte est un chimiste français né le 1er janvier 1898 à Marseille et mort le 24 décembre 1981 à Paris.

## Biographie
Le chimiste Paul Laffitte a été docteur en sciences physiques en 1925, professeur à la Faculté des sciences de Nancy à partir de 1939, puis à la Faculté des sciences de Paris à partir de 1950.
Il fut lauréat du prix de la Chambre syndicale de la grande industrie chimique en 1939, puis directeur de l'École nationale supérieure des pétroles. Il était membre de l'Académie des sciences, ayant été élu le 3 février 1969.
Il est mort à Paris en 1981.

## Parcours
- 1921: Licencié ès sciences physiques.
- 1921-1929: Assistant au laboratoire de chimie générale de Henry Le Chatelier.
- 1925: Docteur ès sciences physiques, sous la direction de Henry Le Chatelier[3].
- 1929-1941: Chargé de cours, puis professeur (1933) à la Faculté des sciences de Nancy.
- 1941-1950: Maître de conférences, puis professeur titulaire à titre personnel (1948) et professeur titulaire (1950) de chimie générale à la Sorbonne.
- 1946: Directeur du laboratoire de recherches à l'École pratique des hautes études.
- 1951-1958: Professeur de chimie générale à l'École normale supérieure de Saint-Cloud.
- 1953-1963: Directeur de l'École nationale supérieure des pétroles.
- 1960: Promu à la classe exceptionnelle des professeurs titulaires.

## Distinctions
- Officier de la Légion d'honneur.
- Croix de Guerre 1914-1918.
- Commandeur dans l'Ordre des Palmes académiques.

## Publications
- La combustion et la détonation des mélanges gazeux, in Traité de chimie minérale, par Paul Pascal, 1931.
- Étude du système antimoine-étain-zinc et contribution à l'étude des antifrictions à base de zinc, 1936.
- Combustion et détonation des gaz, 1937.
- Préparation du sulfate acide utilisable en analyse, 1937.
- Tables annuelles de constantes et données numériques: combustion et détonation des gaz, 1938.
- Recherches sur l'analyse thermique des alliages fernaires, 1939.
- La propagation des flammes dans les mélanges gazeux, 1939.
- Les flammes et leur utilisation dans les brûleurs, chalumeaux et fours à gaz, in Traité des hautes températures, par Paul Lebeau, 1950.
- Abrégé du cours de chimie générale, 1953.
- Les gaz inertes, l'hydrogène, les halogènes, 1955, en collaboration avec Henry Brusset.
- Abrégé des cours de chimie générale, 1961.
- Abrégé du cours de cinétique chimique, 1962.
- Abrégé du cours de structure atomique, 1963.